# Arutua (Polynésie française)
Pour les articles homonymes, voir Arutua.
Arutua est une commune de la Polynésie française dans l'archipel des Tuamotu. Le chef-lieu de cette dernière est Arutua.

## Géographie
| Atoll            | village principal | Population 2017 | terres émergées (km2) | lagon (km2) | Coordonnées           |
| ---------------- | ----------------- | --------------- | --------------------- | ----------- | --------------------- |
| Arutua1          | Rautini           | 808             | 14                    | 484         | 15° 10′ S, 146° 49′ O |
| Apataki1         | Niutahi           | 442             | 20                    | 706         | 15° 34′ S, 146° 24′ O |
| Kaukura1         | Raitahiti         | 414             | 11                    | 434         | 15° 42′ S, 146° 50′ O |
| commune d'Arutua | Rautini           | 1 664           | 45                    | 1624        |                       |

1 Commune associée

## Démographie
L'évolution du nombre d'habitants est connue à travers les recensements de la population effectués dans la commune depuis 1971. À partir de 2006, les populations légales des communes sont publiées annuellement par l'Insee, mais la loi relative à la démocratie de proximité du 27 février 2002 a, dans ses articles consacrés au recensement de la population, instauré des recensements de la population tous les cinq ans en Nouvelle-Calédonie, en Polynésie française, à Mayotte et dans les îles Wallis-et-Futuna, ce qui n’était pas le cas auparavant. Pour la commune, le premier recensement exhaustif entrant dans le cadre du nouveau dispositif a été réalisé en 2002, les précédents recensements ont eu lieu en 1996, 1988, 1983, 1977 et 1971.
En 2017, la commune comptait 1 664 habitants, en augmentation de 10,93 % par rapport à 2012
| 1971 | 1977 | 1983 | 1988 | 1996  | 2002  | 2007  | 2012  | 2017  |
| ---- | ---- | ---- | ---- | ----- | ----- | ----- | ----- | ----- |
| 437  | 558  | 663  | 761  | 1 277 | 1 448 | 1 759 | 1 500 | 1 664 |

| 2022  | - | - | - | - | - | - | - | - |
| ----- | - | - | - | - | - | - | - | - |
| 1 736 | - | - | - | - | - | - | - | - |

## Administration

### Liste des maires
| Période                                  | Période  | Identité           | Étiquette | Qualité |
| ---------------------------------------- | -------- | ------------------ | --------- | ------- |
| Les données manquantes sont à compléter. |          |                    |           |         |
| juillet 2020                             | en cours | Reupena Taputuarai |           |         |

## Lieux et monuments
- Église Saint-Antoine d'Arutua.
- Église Saint-Jean-Baptiste de Kaukura.
- Église Saint-Philippe d'Apataki.